# 阿都阿兹巴里
阿都阿兹巴里是马来西亚法学家和政治人物，曾任教于马来西亚国际伊斯兰大学，专研马来西亚皇室成员在回教和民主制度下所扮演的角色，目前是希望联盟民主行动党籍霹雳德彬丁宜州议员。他的时评文章和言论散见于国内各新闻媒体，其中包括人民公正党党报《公正之声》和伊斯兰党党报《哈拉卡报》，但他也经常被标签为贬低宗教司的亲西方学者。
由于无惧针对国家议题发表意见，阿都阿兹屡次遭到特定团体的抨击和打压，比如他在2009年批评伊斯兰党党主席哈迪阿旺处事不够果断，是人民联盟的负资产，结果遭到该党支持者的恐吓。2011年10月，阿都阿兹在网络媒体《当今大马》发表看法，认为雪兰莪苏丹沙拉弗丁介入州内的宗教局临检事件有违宪法，“不寻常及不一致”，结果不但遭到警方的调查盘问，而且还被他所服务的国际伊斯兰大学冻结教职虽然获得学术同僚和学生团体的鼎力支持，但为了捍卫学术自由，阿都阿兹还是在2011年末辞职离开了国际伊斯兰大学。